# Dwain Chambers
Dwain Anthony Chambers (Londra, 5 aprile 1978) è un ex velocista ed ex giocatore di football americano britannico.
In carriera è stato campione mondiale ed europeo dei 60 metri piani indoor, titoli conquistati rispettivamente a Doha 2010 e Torino 2009.

## Biografia

### Gli inizi
Dwain Chambers inizia a mettersi in luce da giovane, vincendo nel 1995 e nel 1997 l'oro nei 100 metri agli Europei juniores e stabilendo il record mondiale juniores nel 1997.
Ai Campionati del mondo di atletica leggera 1999 disputatisi a Siviglia Chambers arriva terzo (tempo di 9"97) nella finale dei 100 m, preceduto da Maurice Greene e Bruny Surin. Nel 2002, ai Giochi del Commonwealth di Manchester, si ritira in finale nei 100 m.

### I problemi col doping
Agli Europei di Monaco di Baviera, sempre nel 2002, vince l'oro sia nei 100 che nella staffetta 4×100 metri, mentre ai Mondiali del 2003 a Saint-Denis vince l'argento nella staffetta, correndo l'ultima frazione e venendo preceduto solo dalla squadra statunitense dopo aver ricevuto il testimone al comando.
Ad ottobre 2003 viene trovato positivo al THG ed il 22 febbraio 2004 la federazione britannica lo squalifica per due anni. Vengono anche annullati tutti i risultati ottenuti da Chambers (anche in staffetta) dal 2002 in poi, poiché ammise di aver fatto uso di doping da quella data. In conseguenza, la Gran Bretagna perse diverse medaglie e gli furono azzerati i punti della Coppa del mondo del 2002.
Dopo la squalifica Chambers valuta la possibilità di andare a giocare a football americano nei San Francisco 49ers, ma poi l'idea non si concretizza. Il 26 maggio 2006 la IAAF gli toglie gli ori europei del 2002 e l'argento mondiale, oltre ai premi in denaro del 2003 come precondizione per tornare a gareggiare. Gli venne tolto anche il record britannico dei 100 metri (9"87), che tornò così di proprietà esclusiva di Linford Christie.

### Dopo la squalifica
Nel giugno 2006 Chambers torna a gareggiare a Gateshead, concludendo terzo, in una gara in cui Asafa Powell eguaglia il record mondiale di 9"77. Prese parte poi ai Campionati europei di Göteborg, in cui fallisce la medaglia nei 100 m. Si rifà prendendo parte alla staffetta 4×100 metri con la squadra britannica che vince davanti alla Polonia ed ai campioni mondiali in carica della Francia.
Pochi mesi dopo l'atleta britannico ricomincia ad interessarsi al football americano e nel 2007 non prende parte ad alcuna competizione di atletica leggera; nel mese di marzo va ad allenarsi a Tampa (Florida) in un NFL Training Camp.
Ai Campionati europei indoor di Torino del 2009 vince l'oro nei 60 metri con il tempo di 6 secondi e 46 centesimi precedendo di dieci centesimi i due italiani Fabio Cerutti ed Emanuele Di Gregorio. Precedentemente in semifinale aveva stabilito il nuovo primato britannico con 6"42, cancellando dopo dieci anni il primato di Jason Gardener.
Nel 2014 si ritira dalle competizioni agonistiche. Cinque anni più tardi, all'età di 40 anni, decide di partecipare ai campionati britannici indoor.

## Record nazionali
Seniores
- 60 metri piani indoor: 6"42 ( Torino, 7 marzo 2009)

## Palmarès

### Atletica leggera

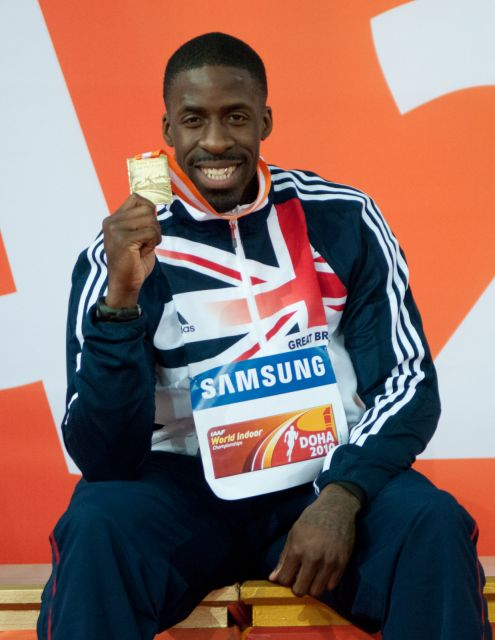
Chambers con la medaglia vinta ai Mondiali indoor del 2010

| Anno                                  | Manifestazione          | Sede         | Evento      | Risultato        | Prestazione | Note                                     |
| ------------------------------------- | ----------------------- | ------------ | ----------- | ---------------- | ----------- | ---------------------------------------- |
| In rappresentanza della Gran Bretagna |                         |              |             |                  |             |                                          |
| 1995                                  | Europei juniores        | Nyíregyháza  | 100 m piani | Oro              | 10"41       |                                          |
| 1995                                  | Europei juniores        | Nyíregyháza  | 4×100 m     | Oro              | 39"43       |                                          |
| 1996                                  | Mondiali juniores       | Sydney       | 100 m piani | 5º               | 10"47       |                                          |
| 1997                                  | Europei juniores        | Lubiana      | 100 m piani | Oro              | 10"06       |                                          |
| 1997                                  | Europei juniores        | Lubiana      | 4×100 m     | Oro              | 39"62       |                                          |
| 1998                                  | Europei indoor          | Valencia     | 60 m piani  | Semifinale       | 6"66        |                                          |
| 1998                                  | Europei                 | Budapest     | 100 m piani | Argento          | 10"10       |                                          |
| 1999                                  | Mondiali                | Siviglia     | 100 m piani | Bronzo           | 9"97        | Miglior prestazione personale            |
| 1999                                  | Mondiali                | Siviglia     | 4×100 m     | Argento          | 37"73       | Record europeo                           |
| 2000                                  | Giochi olimpici         | Sydney       | 100 m piani | 4º               | 10"08       | Miglior prestazione personale stagionale |
| 2000                                  | Giochi olimpici         | Sydney       | 4×100 m     | Batteria         | dq          |                                          |
| 2001                                  | Mondiali                | Edmonton     | 100 m piani | 4º               | 9"99        | Miglior prestazione personale stagionale |
| 2001                                  | Mondiali                | Edmonton     | 200 m piani | Quarti di finale | 20"60       |                                          |
| 2001                                  | Mondiali                | Edmonton     | 4×100 m     | Batteria         | dnf         |                                          |
| 2006                                  | Europei                 | Göteborg     | 100 m piani | 7º               | 10"24       |                                          |
| 2006                                  | Europei                 | Göteborg     | 4×100 m     | Oro              | 38"91       |                                          |
| 2008                                  | Mondiali indoor         | Valencia     | 60 m piani  | Argento          | 6"54        | Miglior prestazione personale            |
| 2009                                  | Europei indoor          | Torino       | 60 m piani  | Oro              | 6"46        |                                          |
| 2009                                  | Mondiali                | Berlino      | 100 m piani | 6º               | 10"00       | Miglior prestazione personale stagionale |
| 2009                                  | Mondiali                | Berlino      | 200 m piani | Batteria         | dns         |                                          |
| 2010                                  | Mondiali indoor         | Doha         | 60 m piani  | Oro              | 6"48        | Miglior prestazione mondiale stagionale  |
| 2010                                  | Europei                 | Barcellona   | 100 m piani | 5º               | 10"18       |                                          |
| 2011                                  | Europei indoor          | Parigi       | 60 m piani  | Argento          | 6"54        | Miglior prestazione personale stagionale |
| 2011                                  | Mondiali                | Taegu        | 100 m piani | Semifinale       | dq          |                                          |
| 2012                                  | Mondiali indoor         | Istanbul     | 60 m piani  | Bronzo           | 6"60        |                                          |
| 2012                                  | Europei                 | Helsinki     | 4×100 m     | Finale           | dnf         |                                          |
| 2012                                  | Giochi olimpici         | Londra       | 100 m piani | Semifinale       | 10"05       |                                          |
| 2012                                  | Giochi olimpici         | Londra       | 4×100 m     | Batteria         | dq          |                                          |
| 2013                                  | Europei indoor          | Göteborg     | 60 m piani  | Batteria         | 6"78        |                                          |
| 2013                                  | Mondiali                | Mosca        | 100 m piani | Semifinale       | 10"15       |                                          |
| 2013                                  | Mondiali                | Mosca        | 4×100 m     | Finale           | dq          |                                          |
| 2014                                  | Mondiali indoor         | Sopot        | 60 m piani  | 6º               | 6"53        |                                          |
| 2014                                  | World Relays            | Nassau       | 4×100 m     | Bronzo           | 38"19       |                                          |
| 2014                                  | Europei                 | Zurigo       | 100 m piani | 4º               | 10"24       |                                          |
| In rappresentanza dell' Inghilterra   |                         |              |             |                  |             |                                          |
| 1998                                  | Giochi del Commonwealth | Kuala Lumpur | 100 m piani | Semifinale       | 10"18       |                                          |
| 1998                                  | Giochi del Commonwealth | Kuala Lumpur | 4×100 m     | Oro              | 38"20       | Record dei campionati                    |

### Football americano
- 1 World Bowl (2007)

## Altre competizioni internazionali
1998

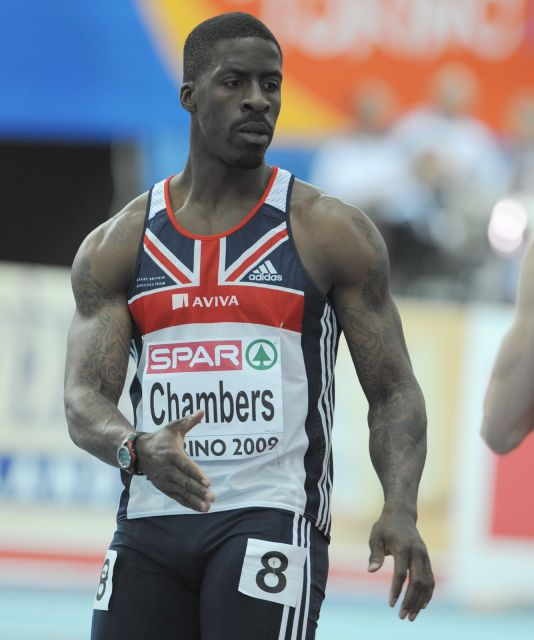
Chambers agli Europei indoor del 2009

- Bronzo in Coppa del mondo ( Johannesburg), 100 m piani - 10"03

2000
- Coppa Europa di atletica leggera ( Gateshead)

2009
- Oro agli Europei a squadre ( Leiria), 100 m piani - 10"07
- Oro agli Europei a squadre ( Leiria), 200 m piani - 20"55

2010
- Oro agli Europei a squadre ( Bergen), 100 m piani - 9"99

2011
- Argento agli Europei a squadre ( Stoccolma), 100 m piani - 10"07[7]

## Riconoscimenti
- Atleta europeo dell'anno (2002)